# Osidda
Osidda (sardisk: Osìdde) er en by og en kommune (comune) i provinsen Nuoro i regionen Sardinien i Italien. Byen ligger i 650 meters højde og har 257 indbyggere (2016). Kommunen har et areal på 25,68 km² og grænser til kommunerne Bitti, Buddusò, Nule og Pattada.